# Elecciones regionales de Ucayali de 2018
Las elecciones regionales de Ucayali de 2018 se llevaron a cabo el 7 de octubre de 2018 para elegir al gobernador regional, al vicegobernador regional y al Consejo Regional para el periodo 2019-2022. La elección se celebró simultáneamente con elecciones regionales y municipales (provinciales y distritales) en todo el Perú.
Como resultado de esta elección, Francisco Pezo Torres, candidato de Alianza para el Progreso, obtuvo el 36.67% de votos válidos y resultó electo como gobernador regional de Ucayali.

## Sistema electoral
El Gobierno Regional de Ucayali es el órgano administrativo y de gobierno del departamento de Ucayali. Está compuesto por el gobernador regional, el vicegobernador regional y el Consejo Regional.
La votación se realiza en base al sufragio universal, que comprende a todos los ciudadanos nacionales mayores de dieciocho años, empadronados y residentes en el departamento de Ucayali y en pleno goce de sus derechos políticos.
El gobernador y vicegobernador regional son elegidos por sufragio directo. Para que un candidato sea proclamado ganador debe obtener no menos de 30 % de votos válidos. En caso ningún candidato logre ese porcentaje en la primera vuelta electoral, los dos candidatos más votados participan en una segunda vuelta o balotaje. No hay reelección inmediata de gobernadores regionales.
El Consejo Regional de Ucayali está compuesto por 10 consejeros elegidos por sufragio directo para un período de cuatro (4) años. Cada provincia del departamento de Ucayali constituye una circunscripción electoral. La votación es por lista cerrada y bloqueada. Se asigna a la lista ganadora los escaños según el método d'Hondt. La distribución y el número de consejeros regionales es la siguiente:
| Circunscripción                 | Escaños |
| ------------------------------- | ------- |
| Coronel Portillo                | 4       |
| Atalaya, Padre Abad y Purús(+1) | 2       |

## Composición del Consejo Regional de Ucayali
La siguiente tabla muestra la composición del Consejo Regional de Ucayali antes de las elecciones.
| Partidos | Partidos                                  | Consejeros |
| -------- | ----------------------------------------- | ---------- |
|          | Movimiento Independiente Cambio Ucayalino | 5          |
|          | Todos Somos Ucayali                       | 4          |

## Partidos y candidatos
A continuación se muestra una lista de los principales partidos y alianzas electorales que participaron en las elecciones:
| Candidatura | Candidatura | Partidos y alianzas                                     | Candidato | Candidato                 | Ideología                                                          | Resultado previo | Resultado previo | Ref. |
| Candidatura | Candidatura | Partidos y alianzas                                     | Candidato | Candidato                 | Ideología                                                          | Votos (%)        | Con.             | Ref. |
| ----------- | ----------- | ------------------------------------------------------- | --------- | ------------------------- | ------------------------------------------------------------------ | ---------------- | ---------------- | ---- |
|             | TSU         | Lista - Todos Somos Ucayali (TSU)                       |           | Rómulo Bonilla Pomachari  | Regionalismo ucayalino                                             | 31.23%           | 4                |      |
|             | URF         | Lista - Ucayali Región con Futuro (URF)                 |           | Edwin Vásquez López       | Regionalismo ucayalino                                             | 13.35%           | 0                |      |
|             | FP          | Lista - Fuerza Popular (FP)                             |           | Mariano Rebaza Alfaro     | Fujimorismo Conservadurismo social Populismo de derecha            | 2.10%            | 0                |      |
|             | APP         | Lista - Alianza para el Progreso (APP)                  |           | Francisco Pezo Torres     | Liberalismo económico Conservadurismo liberal Populismo de derecha | 1.57%            | 0                |      |
|             | CAMU        | Lista - Ciencia y Acción Movilizadora de Ucayali (CAMU) |           | José Solari Espino        | Regionalismo ucayalino                                             | 0.52%            | 0                |      |
|             | AP          | Lista - Acción Popular (AP)                             |           | Manuel Poblete Vega       | Partido atrapalotodo                                               | Nuevo            | Nuevo            |      |
|             | PPC         | Lista - Partido Popular Cristiano (PPC)                 |           | Johnny Izquierdo Zevallos | Democracia cristiana Conservadurismo social Liberalismo económico  | Nuevo            | Nuevo            |      |
|             | TPP         | Lista - Todos por el Perú (TPP)                         |           | Wilfredo Castillo Quezada | Liberalismo Humanismo Progresismo                                  | Nuevo            | Nuevo            |      |
|             | DD          | Lista - Democracia Directa (DD)                         |           | Abel Vásquez Panduro      | Socialismo Nacionalismo de izquierda Ecologismo                    | Nuevo            | Nuevo            |      |
|             | PL          | Lista - Perú Libertario (PL)                            |           | Roger Nájar Kokally       | Socialismo del siglo XXI Marxismo-leninismo Mariateguismo          | Nuevo            | Nuevo            |      |
|             | AvP         | Lista - Avanza País (AvP)                               |           | Juan Alfaro Rengifo       | Conservadurismo liberal Liberalismo clásico                        | Nuevo            | Nuevo            |      |

## Sondeos de opinión
Las siguientes tablas enumeran las estimaciones de la intención de voto en orden cronológico inverso, mostrando las más recientes primero y utilizando las fechas en las que se realizó el trabajo de campo de la encuesta. Cuando se desconocen las fechas del trabajo de campo, se proporciona la fecha de publicación.
Leyenda:
     Sondeo realizado en el periodo de prohibición legal de la difusión de sondeos de intención de voto.

### Intención de voto
La siguiente tabla enumera las estimaciones ponderadas (sin incluir votos en blanco y nulos) de la intención de voto.
|                               |                   |      |      |      |      |      |     |     |      |  |  |
| Elecciones regionales de 2018 | 7 oct 2018        | —    | 36.7 | 22.2 | 11.4 | 9.3  | 7.7 | 4.3 | 14.5 |  |  |
|                               |                   |      |      |      |      |      |     |     |      |  |  |
| Ipsos Perú/América            | 7 oct 2018        | ?    | 35.9 | 20.1 | 13.1 | 9.5  | –   | –   | 15.8 |  |  |
| Datum Internacional/Latina    | 7 oct 2018        | ?    | 38.5 | 23.3 | –    | 10.8 | 9.1 | –   | 15.2 |  |  |
| Ipsos Perú/América            | 7 oct 2018        | ?    | 36.2 | 21.1 | 13.3 | 11.2 | –   | –   | 15.1 |  |  |
| Datum Internacional/Latina    | 7 oct 2018        | ?    | 36.0 | 24.4 | 7.6  | 9.8  | 8.3 | –   | 11.6 |  |  |
| Marketing Plux/Ímpetu         | 7 oct 2018        | ?    | 31.8 | 19.1 | –    | –    | –   | –   | 12.7 |  |  |
| Marketing Plux/Ímpetu         | 28 sep 2018       | 1342 | 36.7 | 24.7 | 9.8  | 8.2  | 7.7 | –   | 12.0 |  |  |
| Marketing Plux/Ímpetu         | 28 jun–5 jul 2018 | 1750 | 40.2 | 31.4 | 6.3  | 3.4  | 4.1 | 5.6 | 8.8  |  |  |
| Marketing Plux/Ímpetu         | 25–28 mar 2018    | 1270 | 23.5 | 26.6 | –    | 1.1  | 0.7 | –   | 3.1  |  |  |

### Preferencias de voto
La siguiente tabla enumera las preferencias de voto en bruto (incluyendo blancos, viciados y sin respuesta) y no ponderadas.
|                               |                   |      |      |      |     |     |     |     |      |      |      |  |  |
| Elecciones regionales de 2018 | 7 oct 2018        | —    | 30.1 | 18.2 | 9.4 | 7.6 | 6.4 | 3.6 | 17.9 | –    | 11.9 |  |  |
|                               |                   |      |      |      |     |     |     |     |      |      |      |  |  |
| Marketing Plux/Ímpetu         | 7 oct 2018        | ?    | 27.9 | 16.1 | –   | –   | –   | –   | –    | –    | 11.8 |  |  |
| Marketing Plux/Ímpetu         | 28 sep 2018       | 1342 | 32.4 | 21.8 | 8.7 | 7.2 | 6.8 | –   | 11.8 | –    | 10.6 |  |  |
| Marketing Plux/Ímpetu         | 28 jun–5 jul 2018 | 1750 | 22.3 | 17.4 | 3.5 | 1.9 | 2.3 | 3.1 | 25.5 | 19.0 | 4.9  |  |  |
| Marketing Plux/Ímpetu         | 25–28 mar 2018    | 1270 | 14.4 | 16.3 | –   | 0.7 | 0.4 | –   | 18.7 | 20.0 | 1.9  |  |  |

## Resultados

### Gobierno Regional de Ucayali
|                      | Francisco Pezo Torres     | Alianza para el Progreso (APP)                  | 80,865  | 36.67 |  |  |
|                      | Edwin Vásquez López       | Ucayali Región con Futuro (URF)                 | 49,023  | 22.23 |  |  |
|                      | Rómulo Bonilla Pomachari  | Todos Somos Ucayali (TSU)                       | 25,117  | 11.39 |  |  |
|                      | Manuel Poblete Vega       | Acción Popular (AP)                             | 20,443  | 9.27  |  |  |
|                      | Abel Vásquez Panduro      | Democracia Directa (DD)                         | 17,066  | 7.74  |  |  |
|                      | Mariano Rebaza Alfaro     | Fuerza Popular (FP)                             | 9,583   | 4.35  |  |  |
|                      | Wilfredo Castillo Quezada | Todos por el Perú (TPP)                         | 6,263   | 2.84  |  |  |
|                      | Johnny Izquierdo Zevallos | Partido Popular Cristiano (PPC)                 | 6,237   | 2.83  |  |  |
|                      | Roger Nájar Kokally       | Perú Libertario (PL)                            | 2,331   | 1.06  |  |  |
|                      | José Solari Espino        | Ciencia y Acción Movilizadora de Ucayali (CAMU) | 1,815   | 0.82  |  |  |
|                      | Juan Alfaro Rengifo       | Avanza País (AvP)                               | 1,759   | 0.80  |  |  |
|                      |                           |                                                 |         |       |  |  |
| Total                | Total                     | Total                                           | 220,502 |       |  |  |
|                      |                           |                                                 |         |       |  |  |
| Votos válidos        | Votos válidos             | Votos válidos                                   | 220,502 | 82.09 |  |  |
| Votos en blanco      | Votos en blanco           | Votos en blanco                                 | 27,341  | 10.18 |  |  |
| Votos nulos          | Votos nulos               | Votos nulos                                     | 20,779  | 7.74  |  |  |
| Votos emitidos       | Votos emitidos            | Votos emitidos                                  | 268,622 | 73.57 |  |  |
| Abstenciones         | Abstenciones              | Abstenciones                                    | 96,487  | 26.43 |  |  |
| Votantes registrados | Votantes registrados      | Votantes registrados                            | 365,109 |       |  |  |
|                      |                           |                                                 |         |       |  |  |
| Fuente:              |                           |                                                 |         |       |  |  |

### Consejo Regional de Ucayali

#### Sumario general
|                        |                                                 |              |              |              |         |         |
| Partidos y coaliciones | Partidos y coaliciones                          | Voto popular | Voto popular | Voto popular | Escaños | Escaños |
| Partidos y coaliciones | Partidos y coaliciones                          | Votos        | %            | ±pp          | Total   | +/−     |
|                        | Alianza para el Progreso (APP)                  | 69,611       | 34.53        | +32.07       | 5       | +5      |
|                        | Ucayali Región con Futuro (URF)                 | 37,783       | 18.74        | +4.29        | 2       | +2      |
|                        | Todos Somos Ucayali (TSU)                       | 26,015       | 12.90        | –20.33       | 2       | –2      |
|                        | Acción Popular (AP)                             | 25,686       | 12.74        | n/a          | 1       | +1      |
|                        | Democracia Directa (DD)                         | 15,327       | 7.60         | Nuevo        | 0       | ±0      |
|                        | Fuerza Popular (FP)                             | 10,492       | 5.20         | +2.24        | 0       | ±0      |
|                        | Partido Popular Cristiano (PPC)                 | 5,828        | 2.89         | n/a          | 0       | ±0      |
|                        | Todos por el Perú (TPP)                         | 4,177        | 2.07         | Nuevo        | 0       | ±0      |
|                        | Perú Libertario (PL)                            | 2,472        | 1.23         | Nuevo        | 0       | ±0      |
|                        | Ciencia y Acción Movilizadora de Ucayali (CAMU) | 2,192        | 1.09         | +0.20        | 0       | ±0      |
|                        | Avanza País (AvP)                               | 2,026        | 1.00         | Nuevo        | 0       | ±0      |
|                        |                                                 |              |              |              |         |         |
| Total                  | Total                                           | 201,609      |              |              | 10      | +1      |
|                        |                                                 |              |              |              |         |         |
| Votos válidos          | Votos válidos                                   | 201,609      | 75.05        | +2.48        |         |         |
| Votos en blanco        | Votos en blanco                                 | 46,156       | 17.18        | –4.68        |         |         |
| Votos nulos            | Votos nulos                                     | 20,857       | 7.76         | +2.20        |         |         |
| Votos emitidos         | Votos emitidos                                  | 268,622      | 73.57        | –5.01        |         |         |
| Abstenciones           | Abstenciones                                    | 96,487       | 26.43        | +5.01        |         |         |
| Votantes registrados   | Votantes registrados                            | 365,109      |              |              |         |         |
|                        |                                                 |              |              |              |         |         |
| Fuente:                |                                                 |              |              |              |         |         |

#### Resultados por provincia
| Provincia        | APP     | APP  | URF  | URF  | TSU  | TSU  | AP   | AP  | DD   | DD  | FP   | FP  | PPC  | PPC | TPP | TPP | PL  | PL  | CAMU | CAMU | AvP | AvP |   |
| Provincia        | %       | E    | %    | E    | %    | E    | %    | E   | %    | E   | %    | E   | %    | E   | %   | E   | %   | E   | %    | E    | %   | E   |   |
| ---------------- | ------- | ---- | ---- | ---- | ---- | ---- | ---- | --- | ---- | --- | ---- | --- | ---- | --- | --- | --- | --- | --- | ---- | ---- | --- | --- | - |
| Provincia        | Atalaya | 28.4 | 1    | 13.7 | –    | 43.0 | 1    | 5.1 | –    | 0.8 | –    | 7.2 | –    | 1.2 | –   |     |     | 0.2 | –    | 0.2  | –   | 0.1 | – |
| Coronel Portillo | 36.9    | 2    | 21.1 | 1    | 7.1  | –    | 14.9 | 1   | 7.6  | –   | 3.5  | –   | 2.6  | –   | 2.7 | –   | 1.1 | –   | 1.3  | –    | 1.2 | –   |   |
| Padre Abad       | 25.5    | 1    | 7.9  | –    | 27.3 | 1    | 6.1  | –   | 11.7 | –   | 12.9 | –   | 4.6  | –   |     |     | 2.7 | –   | 0.5  | –    | 0.7 | –   |   |
| Purús            | 30.2    | 1    | 37.3 | 1    | 1.5  | –    | 1.8  | –   | 0.6  | –   | 9.7  | –   | 18.3 | –   |     |     | 0.3 | –   | 0.2  | –    | 0.2 | –   |   |
| Total            | 34.5    | 5    | 18.7 | 2    | 12.9 | 2    | 12.7 | 1   | 7.6  | –   | 5.2  | –   | 2.9  | –   | 2.1 | –   | 1.2 | –   | 1.1  | –    | 1.0 | –   |   |

### Autoridades electas
| Cargo                                                | Autoridad electa | Autoridad electa          | Partido político | Partido político          |
| ---------------------------------------------------- | ---------------- | ------------------------- | ---------------- | ------------------------- |
| Gobernador Regional de Ucayali                       |                  | Francisco Pezo Torres     |                  | Alianza para el Progreso  |
| Vicegobernador Regional de Ucayali                   |                  | Ángel Gutiérrez Rodríguez |                  | Alianza para el Progreso  |
| Consejero Regional de Ucayali (por Atalaya)          |                  | Yldo de la Cruz Ariola    |                  | Todos Somos Ucayali       |
| Consejero Regional de Ucayali (por Atalaya)          |                  | Albares García Laureano   |                  | Alianza para el Progreso  |
| Consejero Regional de Ucayali (por Coronel Portillo) |                  | Raúl Soto Rivera          |                  | Alianza para el Progreso  |
| Consejera Regional de Ucayali (por Coronel Portillo) |                  | Jessica Navas Sánchez     |                  | Alianza para el Progreso  |
| Consejero Regional de Ucayali (por Coronel Portillo) |                  | Land Barbarán La Torre    |                  | Ucayali Región con Futuro |
| Consejero Regional de Ucayali (por Coronel Portillo) |                  | Emerson Guevara Tello     |                  | Acción Popular            |
| Consejero Regional de Ucayali (por Padre Abad)       |                  | Pedro Pérez Bailón        |                  | Todos Somos Ucayali       |
| Consejero Regional de Ucayali (por Padre Abad)       |                  | Silverio Reyes Ágreda     |                  | Alianza para el Progreso  |
| Consejero Regional de Ucayali (por Purús)            |                  | Edwin Alvarado Montero    |                  | Ucayali Región con Futuro |
| Consejero Regional de Ucayali (por Purús)            |                  | Erik Ramos Tello          |                  | Alianza para el Progreso  |